# Нумітор
Нумітор (лат. Numitor, етруське ймення, похідне від імені Нума) — син Прока, володар Альби-Лонги, батько Реї Сільвії, старший брат Амулія, який позбавив Нумітора верховної влади. Однак його онуки Ромул і Рем повернули владу дідові.